# زاك كيم
زاك كيم هو عازف قيثارة جاز كوري جنوبي، ولد في 5 مايو 1983 في كوريا الجنوبية.